# 尉元
尉 元（うつ げん、413年 - 493年）は、北魏の軍人。字は苟仁。本貫は代郡。

## 経歴
尉目斤の子として生まれた。泰常年間、前将軍となった。虎牢の平定に従軍して、軍功を挙げ、中山郡太守に任じられた。19歳で弓射を得意として知られた。神䴥年間、虎賁中郎将となり、羽林中郎に転じた。太武帝は尉元が優雅で身なりや顔かたちの秀でていることを賞賛した。しばらくして尉元は駕部給事中に転じた。海浜地方への行幸に従い、富城男の爵位を受け、寧遠将軍の号を加えられた。和平年間、北部尚書に転じ、散騎常侍の位を加えた。太昌侯に爵位を進め、冠軍将軍の号を受けた。
466年（天安元年）、薛安都が徐州で北魏に帰順すると、救援の軍を求めてきた。献文帝は尉元を使持節・都督東道諸軍事・鎮南大将軍・博陵公とし、城陽公孔伯恭とともに援軍に赴かせた。南朝宋の東平郡太守・無塩戍主の申纂が偽って降伏してきた。尉元は申纂に誠意のないことを察していたため、外面ではかれを受け入れていたが、ひそかにかれに備えさせていた。宋の兗州刺史の畢衆敬が東平郡太守の章仇檦を派遣して帰順すると、尉元はこれも受け入れた。尉元が軍を率いて長駆前進すると、宋の将軍の周凱は逃走した。宋の将軍の張永（張岱の兄）・沈攸之らが薛安都を攻撃し、下礚に駐屯した。張永は羽林監の王穆之に5000の兵を与えて分遣し、武原で輜重を守らせた。さらに張永は龍驤将軍の謝善居に2000の兵を与えて呂梁に拠らせ、散騎侍郎の張引に2000の兵を与えて茱萸を守らせ、租税となる穀物の上納を監督して、軍資として供出させた。薛安都が城を出て尉元と会見すると、尉元は献文帝の命に従って、薛安都を徐州刺史に任じた。尉元は中書侍郎の高閭や李璨らを薛安都とともに入城させ、別に孔伯恭に2000人の精鋭を与えて周辺を警備させた。そうした手配の後に尉元は彭城に入った。
尉元は薛安都や李璨らに彭城を固く守るよう命じ、自らは精鋭を率いて城外に出て、呂梁を分撃し、宋軍の食糧輸送を遮断した。謝善居は茱萸に逃走し、張引とともに東方の武原に逃れた。尉元は騎兵で追撃して、800人あまりを斬首した。武原に拠る8000人あまりの宋兵が抗戦して下せなかったため、尉元は自ら甲冑を着て、武原の4面を攻め立てると、王穆之の外営を撃破して大半を殺傷した。宋軍の輜重500乗あまりを鹵獲し、彭城の諸軍に与えた。その後武原の包囲を緩めて宋軍の退路を開けてやった。王穆之は残軍を率いて張永のもとに逃れた。尉元は勝利に乗じてこれを包囲し、その南門を攻め立てると、張永は城を棄てて夜間に逃走した。孔伯恭と薛安都はこれを追撃した。ときに大雪が降り、泗水が凍結していたため、張永は船を棄てて逃れた。467年（皇興元年）、尉元は張永が必ず逃亡すると予測して、自ら軍を率いて、その逃走路で迎え撃ち、呂梁の東で撃破した。数万人を斬首し、北に60里あまり追撃した。宋の梁秦二州刺史の垣恭祖（垣護之の子）や羽林監の沈承伯らを生け捕りにした。張永と沈攸之は軽騎で逃走した。宋の東徐州刺史の張讜が団城に拠り、徐州刺史の王玄載が下邳を守り、兗州刺史の王整や蘭陵郡太守の桓忻が近隣の住民を動員して要地を固めた。尉元が説得のために使者を派遣すると、張讜や青州刺史の沈文秀らは使者を派遣して帰順の意を伝え、王整や桓忻も相次いで降伏した。
尉元は張永の遺棄した船900艘を運用して冀州・相州・済州・兗州の粟を彭城に送るよう献文帝に要請して、献文帝に聞き入れられた。また青州・冀州を平定するには、先に下邳・宿預・淮陽・東安の4カ所を押さえる必要があることを献文帝に上表した。
宋の沈攸之・呉喜が数万の兵を率いて、沂水・清水を通って進軍し、王玄載の守る下邳を救援しようとした。尉元は孔伯恭に1万の兵を与えて沈攸之らをはばませた。さらにはかつて沈攸之が敗北したときに捕虜とした兵士で手足を失った者たちの身柄を宋軍に返還して、宋軍の士気を阻喪させた。尉元は献文帝に援軍を求め、征南大将軍の慕容白曜が派遣された。慕容白曜が瑕丘に達すると、ちょうど泗水が洪水を起こし、宋軍が前進できず、慕容白曜も進軍しなかった。孔伯恭が宋軍を破り、沈攸之や呉喜らは軽騎で逃走した。尉元が下邳の王玄載のもとに親書を送ると、王玄載は下邳を放棄して夜間に撤退し、宿預や淮陽の兵はみな城を棄てて逃れた。南中郎将・中書侍郎の高閭が1000騎を与えられて派遣された。張讜が東徐州刺史となり、中書侍郎の李璨や東兗州刺史となった畢衆敬らとともに派遣された。かれらに占領地の安定を図らせた。尉元は持節・散騎常侍・尚書・都督徐南北兗三州諸軍事・鎮東大将軍・開府・徐州刺史に任じられ、淮陽公に封じられた。
468年（皇興2年）、徐州で司馬休符が晋王を自称して反乱を起こすと、尉元は将軍を派遣してこれを追い斬らせた。470年（皇興4年）、尉元は平城に召還されて西郊に赴いた。まもなく徐州に帰った。471年（延興元年）5月、尉元は仮の淮陽王となった。473年（延興3年）、宋の将軍の蕭順之・王勅懃らが3万の兵を率いて、淮北の諸城を攻撃した。尉元は諸将を分遣して、これを迎撃して撃退した。尉元は韓念祖を睢陵県令とするよう孝文帝に上表して、聞き入れられた。太和初年、平城に召還されて内都大官となった。使持節・鎮西大将車・開府・統万鎮都将として出向し、民心を掌握した。479年（太和3年）、正式に淮陽王に爵位を進めた。
蕭道成が南朝斉を建てて帝位についた。尉元は使持節・侍中・都督南征諸軍事・征西大将軍・大都将として平城に召し出され、北魏の諸軍を率いて斉を攻めた。480年（太和4年）、尉元は五固の桓和らを討ち、これをみな平定した。侍中・都曹尚書として入朝し、尚書令に転じた。489年（太和13年）、司徒に位を進めた。492年（太和16年）、元姓以外で王爵を持つ者は爵位を降格されることとなり、尉元は山陽郡開国公に封じられた。尉元は彭城を守備する北方出身の兵を南豫州の徙民の兵と入れ替えて、中原諸州の鮮卑の兵数を増やすよう上表して、孝文帝に聞き入れられた。
この年、尉元はたびたび上表して老齢を理由に引退を願い出た。8月、致仕を許され、三老とされた。493年（太和17年）8月乙酉、尉元は病のため死去した。享年は81。諡は景桓公といった。

## 子女
- 尉詡
- 尉静（宣武帝のとき、尚書左民郎中となった）

## 伝記資料
- 『魏書』巻50 列伝第38
- 『北史』巻25 列伝第13